# Emmanuel Ogbah
Emmanuel Ikechukwu Ogbah (geboren am 6. November 1993 in Lagos, Nigeria) ist ein nigerianisch-US-amerikanischer American-Football-Spieler auf der Position des Defensive Ends für die Jacksonville Jaguars. Er spielte College Football für die Oklahoma State University – Stillwater. In der National Football League (NFL) spielte Ogbah auch für die Miami Dolphins, die Cleveland Browns und die Kansas City Chiefs, mit denen er den Super Bowl LIV gewann.

## College
Ogbah wurde in Lagos, der größten Stadt Nigerias, geboren und zog im Alter von neun Jahren mit seiner Familie nach Houston, Texas. Er besuchte die George Bush High School im Fort Bend County, wo er den späteren NFL-Spieler Russell Okung kennenlernte. Von 2012 bis 2015 ging Ogbah, auch auf die Empfehlung von Okung hin, auf die Oklahoma State University – Stillwater, wo er für die Oklahoma State Cowboys spielte. Nach einem Redshirtjahr 2012 kam Ogbah zunächst als Ergänzungsspieler zum Einsatz. In der Saison 2014 konnte er dann mit 11 Sacks und 17 Tackles for Loss von sich überzeugen. Im Jahr darauf konnte er diese Zahlen nochmals leicht verbessern und 13 Sacks sowie 17,5 Tackles for Loss erzielen. Am 6. Januar 2016 entschloss sich Ogbah, sich für den NFL Draft anzumelden.

## NFL
Ogbah wurde im NFL Draft 2016 in der 2. Runde an 32. Stelle von den Cleveland Browns ausgewählt. In seiner Rookiesaison gelangen Ogbah 5,5 Sacks. In der Saison 2017 brach er sich am 11. Spieltag den Fuß und fiel damit für den Rest der Saison aus.
In drei Jahren bestritt Ogbah 40 Spiele als Starter für die Browns, in denen er 122 Tackles und 12,5 Sacks erzielte. Am 1. April 2019 gaben die Browns Ogbah im Austausch gegen Safety Eric Murray an die Kansas City Chiefs ab, nachdem die Browns zuvor Defensive End Olivier Vernon per Trade verpflichtet hatten.
Für die Chiefs bestritt Ogbah zehn Spiele, davon vier als Starter. Er erzielte 5,5 Sacks. In Woche 10 zog sich Ogbah eine Verletzung an der Brust zu, die seine Saison vorzeitig beendete. Die Chiefs gewannen im weiteren Saisonverlauf den Super Bowl LIV. Im März 2020 unterschrieb Ogbah einen Zweijahresvertrag über 15 Millionen Dollar bei den Miami Dolphins.
In seiner ersten Saison bei den Dolphins erzielte Ogbah neun Sacks und war mit drei erzwungenen Fumbles an zwei defensiven Touchdowns beteiligt. Er erzielte neun Sacks, ebenso wie in der Saison 2021. Kurz vor Ablauf seines Vertrages einigte sich Ogbah mit den Dolphins für 65 Millionen US-Dollar auf eine Verlängerung um vier Jahre. In der Saison 2022 gelang ihm in neun Spielen lediglich ein Sack. Am zehnten Spieltag erlitt Ogbah bei der Partie gegen die Cleveland Browns einen Trizepsriss und fiel daher für den Rest der Saison aus. Im Februar 2024 wurde er entlassen. Im Juli 2024 nahmen die Dolphins Ogbah nach dem Rücktritt von Shaquil Barrett erneut unter Vertrag, er erhielt einen Einjahresvertrag über 3,1 Millionen US-Dollar.
Für die Dolphins lief Ogbah in 16 Spielen als Starter auf und konnte am Ende der Saison 49 Tackles, 5 Sacks, einen erzwungenen Fumble und eine Interception vorweisen. Am 27. April 2025 gaben die Jacksonville Jaguars die Verpflichtung Ogbahs bekannt.

### NFL-Statistiken
| Saison                             | Saison | Spiele | Spiele      | Tackles | Tackles | Tackles | Tackles | Interceptions | Interceptions | Interceptions | Interceptions | Interceptions | Fumbles | Fumbles | Fumbles |
| Jahr                               | Team   | Spiele | als Starter | Gesamt  | Solo    | Ast     | Sacks   | PD            | INT           | Yds           | Lng           | TD            | FF      | FR      | TD      |
| ---------------------------------- | ------ | ------ | ----------- | ------- | ------- | ------- | ------- | ------------- | ------------- | ------------- | ------------- | ------------- | ------- | ------- | ------- |
| 2016                               | CLE    | 16     | 16          | 53      | 28      | 25      | 5,5     | 3             | 0             | 0             | 0             | 0             | 0       | 0       | 0       |
| 2017                               | CLE    | 10     | 10          | 29      | 18      | 11      | 4,0     | 6             | 0             | 0             | 0             | 0             | 2       | 1       | 0       |
| 2018                               | CLE    | 14     | 14          | 40      | 24      | 16      | 3,0     | 8             | 0             | 0             | 0             | 0             | 0       | 1       | 0       |
| 2019                               | KC     | 10     | 4           | 32      | 23      | 9       | 5,5     | 3             | 0             | 0             | 0             | 0             | 1       | 0       | 0       |
| 2020                               | MIA    | 16     | 12          | 42      | 25      | 17      | 9,0     | 5             | 0             | 0             | 0             | 0             | 3       | 1       | 0       |
| 2021                               | MIA    | 17     | 11          | 41      | 26      | 15      | 9,0     | 12            | 0             | 0             | 0             | 0             | 1       | 1       | 0       |
| 2022                               | MIA    | 9      | 3           | 11      | 7       | 4       | 1,0     | 0             | 0             | 0             | 0             | 0             | 0       | 0       | 0       |
| 2023                               | MIA    | 15     | 1           | 20      | 7       | 13      | 5,5     | 2             | 1             | 5             | 5             | 0             | 1       | 0       | 0       |
| 2024                               | MIA    | 16     | 16          | 49      | 27      | 2       | 5,0     | 2             | 1             | 0             | 0             | 0             | 1       | 0       | 0       |
| Gesamt                             | Gesamt | 123    | 87          | 317     | 185     | 132     | 47,5    | 41            | 2             | 5             | 5             | 0             | 9       | 4       | 0       |
| Quelle: pro-football-reference.com |        |        |             |         |         |         |         |               |               |               |               |               |         |         |         |